# Raadhuis van Buiksloot
Het voormalige Raadhuis van Buiksloot aan de Buiksloterdijk 228 was van 1863 tot de inlijving in de gemeente Amsterdam het gemeentehuis van de Noord-Hollandse gemeente Buiksloot.

## Geschiedenis
Het raadhuis had een bordes met dubbele voordeur, een etage, kelder en zolder met kleine gevel en stond aan de Buiksloterweg 228. Behalve de gebruikelijke voorzieningen van een gemeentehuis zoals raadszaal, trouwkamer, kantoren en archieven was er ook een hulppostkantoor. 
Na de annexatie van  Buiksloot door Amsterdam op 1 januari 1921 bleef in het raadhuis een hulpsecretarie gevestigd. Op 1 juli 1921 werd echter besloten tot één hulpsecretarie voor de geannexeerde gebieden in Noord, Buiksloot, Ransdorp en Nieuwendam aan de Nieuwendammerdijk 327.Wat daarna de bestemming van het raadhuis werd is niet bekend. 
Op de plaats van het raadhuis staat sinds 1984 een huis op een perceel 415 m² dat wat de gevel betreft een kopie van het oude raadhuis is, maar is iets meer achter de rooilijn van de dijk is geplaatst.